# Honor 9C
Honor 9C — смартфон, розроблений суббрендом Huawei Honor, особливістю якого стала камера на 48 Мп за доволі невелику ціну. Був представлений 29 квітня 2020 року в Росії разом з Honor 9A та Honor 9S.
Також для Китаю 4 вересня 2019 року разом з Honor 20S був представлений Honor Play 3, що в основному відрізняється від Honor 9C процесором та відсутністю сканера відбитків пальців

## Дизайн
Екран виконаний зі скла. Задня паенль виконана з глянцевого пластику, а бокова частина — з матового.
За габаритами смартфони ідентичні. За дизайном Honor Play 3 відрізняється від 9C відсутністю сканера відбитків пальців та V-подібним відблискуванням, коли в 9C присутнє відблискування піксельними променями.
Знизу знаходяться роз'єм microUSB, динамік, мікрофон та 3.5 мм аудіороз'єм. Зверху розташований другий мікрофон. З лівого боку розташований слот під 2 SIM-картки і карту пам'яті формату microSD до 512 ГБ у 9C та гібридний 2 SIM-картки або 1 SIM-картку і карту пам'яті формату microSD до 512 ГБ. З правого боку розміщені кнопки регулювання гучності та кнопка блокування смартфону.
Honor 9C продавався в чорному (Midnight Black) та блакитному (Aurora Blue) кольорах.
Honor Play 3 продавався в 3 кольорах: чорному (Magic Night Black), блакитному (Aurora Blue) та пурпуровому (Charm Red).

## Технічні характеристики

### Платформа
Honor 9C отримав процесор виробництва HiSilicon Kirin 710A, виконаний по техпроцесу 14 нм, а Play 3 — Kirin 710F, що виконаний по техпроцесу 12 нм. Обидва процесори працюють в парі з графічним процесором Mali-G51 MP4.

### Батарея
Батарея отримала об'єм 4000 мА·год.

### Камери
Смартфон отримав основну потрійну камеру 48 Мп, f/1.8 (ширококутний) з фазовим автофокусом + 8 Мп, f/2.4 (ультраширококутний) + 2 Мп, f/2.4 (сенсор глибини). Фронтальна камера отримала роздільність 8 Мп та діафрагму f/2.0 (ширококутний). Основна та фронтальна камери вміють знімати відео в роздільній здатності 1080p@30fps

### Екран
Екран IPS LCD, 6.39", HD+ (1560 × 720) зі щільністю пікселів 269 ppi, співвідношенням сторін 19.5:9 та круглим вирізом під фронтальну камеру, що знаходиться зверху в лівому кутку.

### Пам'ять
Honor 9C продавався в комплектації 4/64 ГБ.
Honor Play 3 продавався в комплектації 4/64, 4/128 та 6/128 ГБ.

### Програмне забезпечення
Honor 9C працює на Magic UI 3.1 на базі Android 10 без сервісів Google Play. Для встановлення додатків використовується магазин додатків від Huawei AppGallery.
Honor Play 3 був випущений на EMUI 9.1 на базі Android 9 Pie без сервісів Google Play. Був оновлений до HarmonyOS 2.0.